# Älvasjön, Småland
Älvasjön är en sjö i Ljungby kommun i Småland och ingår i Lagans huvudavrinningsområde.